# سنگاپور در شهرک‌های تنگه
سنگاپور در شهرک‌های تنگه (انگلیسی: Singapore in the Straits Settlements) به دوره ای از تاریخ سنگاپور از ۱۸۲۶ تا ۱۹۴۲ اشاره دارد، که طی آن سنگاپور همراه با پنانگ و ایالت ملاکا بخشی از شهرک‌های تنگه بود.